# Агростология

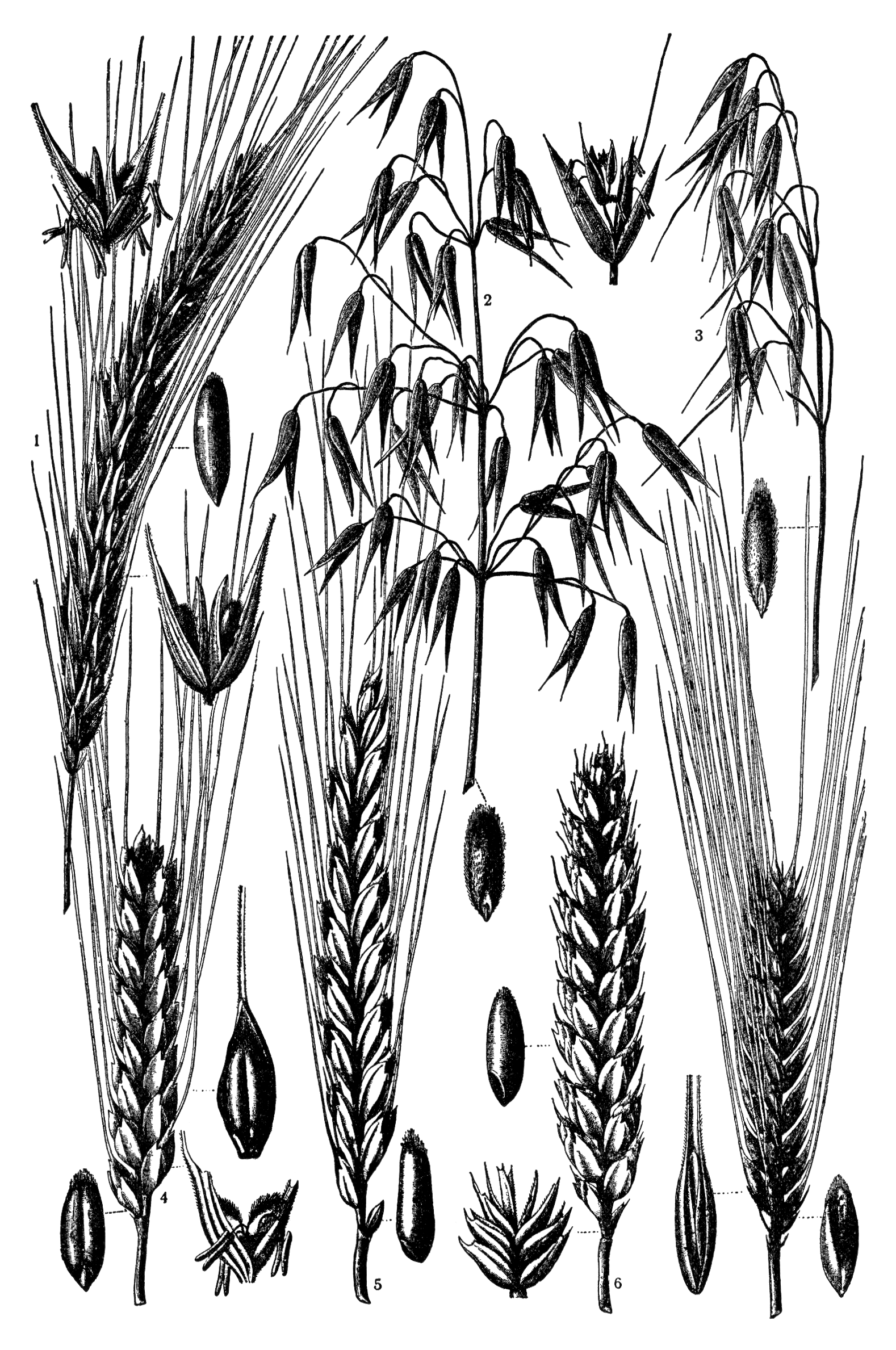
Соцветия и плоды

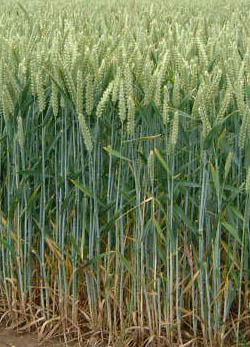
Пшеничное поле

Агростология (от др.-греч. ἄγρωστις, agrōstis — полевая трава, вид травы и др.-греч. λογία, logia — знание) — отрасль ботаники, изучающая травы; наука о травах. Датой её рождения считается 1709 г., когда Иоганном Якобом Шойхцером (Johann Jakob Scheuchzer) была опубликована капитальная монография в отношении этого семейства[какого?] Agrostographiae Helveticae Prodromus. Термин «agrostografia» со временем был заменен на применяемый по сей день термин «agrostologia».
Развитие науки о травах связано с их огромным значением в природе и растениеводстве, а также с большим видовым богатством (только на Украине более 340 видов). Достаточно много злаковых растений используется в качестве лекарственных. Вместе с развитием генетики, экологии, формированием ландшафта и охраны природы исследования трав переросли традиционные границы как растений луговых или сельскохозяйственных.